# Burkinees voetbalelftal (mannen)
Het Burkinees voetbalelftal, bijgenaamd Les Étalons, is een team van voetballers dat Burkina Faso vertegenwoordigt bij internationale wedstrijden zoals (kwalificatie)wedstrijden voor het WK en de Afrika Cup. Tot 1984 speelde het land onder de naam Opper-Volta.
De Fédération Burkinabé de Foot-Ball werd in 1960 opgericht en is aangesloten de CAF en de FIFA (sinds 1964). Het Burkinees voetbalelftal behaalde in december 2010 en juni 2011 met de 37e plaats de hoogste positie op de FIFA-wereldranglijst, in december 1993 werd met de 127e plaats de laagste positie bereikt.

## Deelnames aan internationale toernooien

### Wereldkampioenschap
| Wereldkampioenschap voetbal overzicht | Wereldkampioenschap voetbal overzicht | Wereldkampioenschap voetbal overzicht | Wereldkampioenschap voetbal overzicht | Wereldkampioenschap voetbal overzicht | Wereldkampioenschap voetbal overzicht | Wereldkampioenschap voetbal overzicht | Wereldkampioenschap voetbal overzicht | Wereldkampioenschap voetbal overzicht |
| Jaar                                  | Ronde                                 | Wed.                                  | W                                     | G                                     | V                                     | DV                                    | DT                                    |                                       |
| Spelend als Opper-Volta               | Spelend als Opper-Volta               | Spelend als Opper-Volta               | Spelend als Opper-Volta               | Spelend als Opper-Volta               | Spelend als Opper-Volta               | Spelend als Opper-Volta               | Spelend als Opper-Volta               | Spelend als Opper-Volta               |
| ------------------------------------- | ------------------------------------- | ------------------------------------- | ------------------------------------- | ------------------------------------- | ------------------------------------- | ------------------------------------- | ------------------------------------- | ------------------------------------- |
| 1978                                  | Niet gekwalificeerd                   | Niet gekwalificeerd                   | Niet gekwalificeerd                   | Niet gekwalificeerd                   | Niet gekwalificeerd                   | Niet gekwalificeerd                   | Niet gekwalificeerd                   | Niet gekwalificeerd                   |
| 1982                                  | Geen deelname                         | Geen deelname                         | Geen deelname                         | Geen deelname                         | Geen deelname                         | Geen deelname                         | Geen deelname                         | Geen deelname                         |
|                                       |                                       |                                       |                                       |                                       |                                       |                                       |                                       |                                       |
| 1986                                  | Geen deelname                         | Geen deelname                         | Geen deelname                         | Geen deelname                         | Geen deelname                         | Geen deelname                         | Geen deelname                         | Geen deelname                         |
| 1990                                  | Niet gekwalificeerd                   | Niet gekwalificeerd                   | Niet gekwalificeerd                   | Niet gekwalificeerd                   | Niet gekwalificeerd                   | Niet gekwalificeerd                   | Niet gekwalificeerd                   | Niet gekwalificeerd                   |
| 1994                                  | Teruggetrokken                        | Teruggetrokken                        | Teruggetrokken                        | Teruggetrokken                        | Teruggetrokken                        | Teruggetrokken                        | Teruggetrokken                        | Teruggetrokken                        |
| 1998                                  | Niet gekwalificeerd                   | Niet gekwalificeerd                   | Niet gekwalificeerd                   | Niet gekwalificeerd                   | Niet gekwalificeerd                   | Niet gekwalificeerd                   | Niet gekwalificeerd                   | Niet gekwalificeerd                   |
| 2002                                  | Niet gekwalificeerd                   | Niet gekwalificeerd                   | Niet gekwalificeerd                   | Niet gekwalificeerd                   | Niet gekwalificeerd                   | Niet gekwalificeerd                   | Niet gekwalificeerd                   | Niet gekwalificeerd                   |
| 2006                                  | Niet gekwalificeerd                   | Niet gekwalificeerd                   | Niet gekwalificeerd                   | Niet gekwalificeerd                   | Niet gekwalificeerd                   | Niet gekwalificeerd                   | Niet gekwalificeerd                   | Niet gekwalificeerd                   |
| 2010                                  | Niet gekwalificeerd                   | Niet gekwalificeerd                   | Niet gekwalificeerd                   | Niet gekwalificeerd                   | Niet gekwalificeerd                   | Niet gekwalificeerd                   | Niet gekwalificeerd                   | Niet gekwalificeerd                   |
| 2014                                  | Niet gekwalificeerd                   | Niet gekwalificeerd                   | Niet gekwalificeerd                   | Niet gekwalificeerd                   | Niet gekwalificeerd                   | Niet gekwalificeerd                   | Niet gekwalificeerd                   | Niet gekwalificeerd                   |
| 2018                                  | Niet gekwalificeerd                   | Niet gekwalificeerd                   | Niet gekwalificeerd                   | Niet gekwalificeerd                   | Niet gekwalificeerd                   | Niet gekwalificeerd                   | Niet gekwalificeerd                   | Niet gekwalificeerd                   |
| 2022                                  | Niet gekwalificeerd                   | Niet gekwalificeerd                   | Niet gekwalificeerd                   | Niet gekwalificeerd                   | Niet gekwalificeerd                   | Niet gekwalificeerd                   | Niet gekwalificeerd                   | Niet gekwalificeerd                   |
| 2026                                  | kwalificatie                          | kwalificatie                          | kwalificatie                          | kwalificatie                          | kwalificatie                          | kwalificatie                          | kwalificatie                          | kwalificatie                          |

### Afrikaans kampioenschap
| Afrika Cup overzicht    | Afrika Cup overzicht    | Afrika Cup overzicht    | Afrika Cup overzicht    | Afrika Cup overzicht    | Afrika Cup overzicht    | Afrika Cup overzicht    | Afrika Cup overzicht    | Afrika Cup overzicht    |
| Jaar                    | Ronde                   | Wed.                    | W                       | G                       | V                       | DV                      | DT                      | Kwal                    |
| Spelend als Opper-Volta | Spelend als Opper-Volta | Spelend als Opper-Volta | Spelend als Opper-Volta | Spelend als Opper-Volta | Spelend als Opper-Volta | Spelend als Opper-Volta | Spelend als Opper-Volta | Spelend als Opper-Volta |
| ----------------------- | ----------------------- | ----------------------- | ----------------------- | ----------------------- | ----------------------- | ----------------------- | ----------------------- | ----------------------- |
| 1968                    | Niet gekwalificeerd     | Niet gekwalificeerd     | Niet gekwalificeerd     | Niet gekwalificeerd     | Niet gekwalificeerd     | Niet gekwalificeerd     | Niet gekwalificeerd     | Niet gekwalificeerd     |
| 1970                    | Teruggetrokken          | Teruggetrokken          | Teruggetrokken          | Teruggetrokken          | Teruggetrokken          | Teruggetrokken          | Teruggetrokken          | Teruggetrokken          |
| 1972                    | Teruggetrokken          | Teruggetrokken          | Teruggetrokken          | Teruggetrokken          | Teruggetrokken          | Teruggetrokken          | Teruggetrokken          | Teruggetrokken          |
| 1974                    | Niet gekwalificeerd     | Niet gekwalificeerd     | Niet gekwalificeerd     | Niet gekwalificeerd     | Niet gekwalificeerd     | Niet gekwalificeerd     | Niet gekwalificeerd     | Niet gekwalificeerd     |
| 1976                    | Geen deelname           | Geen deelname           | Geen deelname           | Geen deelname           | Geen deelname           | Geen deelname           | Geen deelname           | Geen deelname           |
| 1978                    | Groepsfase              | 3                       | 0                       | 0                       | 3                       | 2                       | 9                       | (Kwal.)                 |
| 1980                    | Geen deelname           | Geen deelname           | Geen deelname           | Geen deelname           | Geen deelname           | Geen deelname           | Geen deelname           | Geen deelname           |
| 1982                    | Niet gekwalificeerd     | Niet gekwalificeerd     | Niet gekwalificeerd     | Niet gekwalificeerd     | Niet gekwalificeerd     | Niet gekwalificeerd     | Niet gekwalificeerd     | Niet gekwalificeerd     |
|                         |                         |                         |                         |                         |                         |                         |                         |                         |
| 1984                    | Geen deelname           | Geen deelname           | Geen deelname           | Geen deelname           | Geen deelname           | Geen deelname           | Geen deelname           | Geen deelname           |
| 1986                    | Geen deelname           | Geen deelname           | Geen deelname           | Geen deelname           | Geen deelname           | Geen deelname           | Geen deelname           | Geen deelname           |
| 1988                    | Geen deelname           | Geen deelname           | Geen deelname           | Geen deelname           | Geen deelname           | Geen deelname           | Geen deelname           | Geen deelname           |
| 1990                    | Niet gekwalificeerd     | Niet gekwalificeerd     | Niet gekwalificeerd     | Niet gekwalificeerd     | Niet gekwalificeerd     | Niet gekwalificeerd     | Niet gekwalificeerd     | Niet gekwalificeerd     |
| 1992                    | Niet gekwalificeerd     | Niet gekwalificeerd     | Niet gekwalificeerd     | Niet gekwalificeerd     | Niet gekwalificeerd     | Niet gekwalificeerd     | Niet gekwalificeerd     | Niet gekwalificeerd     |
| 1994                    | Teruggetrokken          | Teruggetrokken          | Teruggetrokken          | Teruggetrokken          | Teruggetrokken          | Teruggetrokken          | Teruggetrokken          | Teruggetrokken          |
| 1996                    | Groepsfase              | 3                       | 0                       | 0                       | 3                       | 3                       | 9                       | (Kwal.)                 |
| 1998                    | Vierde                  | 6                       | 2                       | 2                       | 2                       | 8                       | 9                       |                         |
| 2000                    | Groepsfase              | 3                       | 0                       | 1                       | 2                       | 4                       | 8                       | (Kwal.)                 |
| 2002                    | Groepsfase              | 3                       | 0                       | 1                       | 2                       | 2                       | 4                       | (Kwal.)                 |
| 2004                    | Groepsfase              | 3                       | 0                       | 1                       | 2                       | 1                       | 6                       | (Kwal.)                 |
| 2006                    | Niet gekwalificeerd     | Niet gekwalificeerd     | Niet gekwalificeerd     | Niet gekwalificeerd     | Niet gekwalificeerd     | Niet gekwalificeerd     | Niet gekwalificeerd     | Niet gekwalificeerd     |
| 2008                    | Niet gekwalificeerd     | Niet gekwalificeerd     | Niet gekwalificeerd     | Niet gekwalificeerd     | Niet gekwalificeerd     | Niet gekwalificeerd     | Niet gekwalificeerd     | Niet gekwalificeerd     |
| 2010                    | Groepsfase              | 2                       | 0                       | 1                       | 1                       | 0                       | 1                       | (Kwal.)                 |
| 2012                    | Groepsfase              | 3                       | 0                       | 0                       | 3                       | 2                       | 6                       | (Kwal.)                 |
| 2013                    | Tweede                  | 6                       | 2                       | 3                       | 1                       | 7                       | 3                       | (Kwal.)                 |
| 2015                    | Groepsfase              | 3                       | 0                       | 1                       | 2                       | 1                       | 4                       | (Kwal.)                 |
| 2017                    | Derde                   | 6                       | 3                       | 2                       | 1                       | 8                       | 3                       | (Kwal.)                 |
| 2019                    | Niet gekwalificeerd     | Niet gekwalificeerd     | Niet gekwalificeerd     | Niet gekwalificeerd     | Niet gekwalificeerd     | Niet gekwalificeerd     | Niet gekwalificeerd     | Niet gekwalificeerd     |
| 2021                    | Vierde                  | 7                       | 2                       | 3                       | 2                       | 9                       | 10                      | (Kwal.)                 |
| 2023                    | Achtste finale          | 4                       | 1                       | 1                       | 2                       | 4                       | 6                       | (Kwal.)                 |
| 2025                    |                         |                         |                         |                         |                         |                         |                         | (Kwal.)                 |

### African Championship of Nations
| African Championship of Nations overzicht | African Championship of Nations overzicht | African Championship of Nations overzicht | African Championship of Nations overzicht | African Championship of Nations overzicht | African Championship of Nations overzicht | African Championship of Nations overzicht | African Championship of Nations overzicht | African Championship of Nations overzicht |
| Jaar                                      | Ronde                                     | Wed.                                      | W                                         | G                                         | V                                         | DV                                        | DT                                        | Kwal                                      |
| ----------------------------------------- | ----------------------------------------- | ----------------------------------------- | ----------------------------------------- | ----------------------------------------- | ----------------------------------------- | ----------------------------------------- | ----------------------------------------- | ----------------------------------------- |
| 2009                                      | Niet gekwalificeerd                       | Niet gekwalificeerd                       | Niet gekwalificeerd                       | Niet gekwalificeerd                       | Niet gekwalificeerd                       | Niet gekwalificeerd                       | Niet gekwalificeerd                       | Niet gekwalificeerd                       |
| 2011                                      | Niet gekwalificeerd                       | Niet gekwalificeerd                       | Niet gekwalificeerd                       | Niet gekwalificeerd                       | Niet gekwalificeerd                       | Niet gekwalificeerd                       | Niet gekwalificeerd                       | Niet gekwalificeerd                       |
| 2014                                      | Groepsfase                                | 3                                         | 0                                         | 1                                         | 2                                         | 2                                         | 4                                         | (Kwal.)                                   |
| 2016                                      | Niet gekwalificeerd                       | Niet gekwalificeerd                       | Niet gekwalificeerd                       | Niet gekwalificeerd                       | Niet gekwalificeerd                       | Niet gekwalificeerd                       | Niet gekwalificeerd                       | Niet gekwalificeerd                       |
| 2018                                      | Groepsfase                                | 3                                         | 0                                         | 2                                         | 1                                         | 1                                         | 3                                         | (Kwal.)                                   |
| 2020                                      | Groepsfase                                | 3                                         | 1                                         | 1                                         | 1                                         | 3                                         | 2                                         | (Kwal.)                                   |
| 2022                                      | Niet gekwalificeerd                       | Niet gekwalificeerd                       | Niet gekwalificeerd                       | Niet gekwalificeerd                       | Niet gekwalificeerd                       | Niet gekwalificeerd                       | Niet gekwalificeerd                       | Niet gekwalificeerd                       |

### West African Nations Cup
| West African Nations Cup overzicht | West African Nations Cup overzicht | West African Nations Cup overzicht | West African Nations Cup overzicht | West African Nations Cup overzicht | West African Nations Cup overzicht | West African Nations Cup overzicht | West African Nations Cup overzicht | West African Nations Cup overzicht |
| Jaar                               | Ronde                              | Wed.                               | W                                  | G                                  | V                                  | DV                                 | DT                                 |                                    |
| Spelend als Opper-Volta (1982–83)  | Spelend als Opper-Volta (1982–83)  | Spelend als Opper-Volta (1982–83)  | Spelend als Opper-Volta (1982–83)  | Spelend als Opper-Volta (1982–83)  | Spelend als Opper-Volta (1982–83)  | Spelend als Opper-Volta (1982–83)  | Spelend als Opper-Volta (1982–83)  |                                    |
| ---------------------------------- | ---------------------------------- | ---------------------------------- | ---------------------------------- | ---------------------------------- | ---------------------------------- | ---------------------------------- | ---------------------------------- | ---------------------------------- |
| 1982                               | Derde                              | 4                                  | 1                                  | 1                                  | 2                                  | 4                                  | 5                                  |                                    |
| 1983                               | Geen deelname                      | Geen deelname                      | Geen deelname                      | Geen deelname                      | Geen deelname                      | Geen deelname                      | Geen deelname                      | Geen deelname                      |
| 1984                               | Vierde                             | 5                                  | 1                                  | 3                                  | 1                                  | 6                                  | 7                                  |                                    |
| 1986                               | Vierde                             | 6                                  | 1                                  | 1                                  | 4                                  | 2                                  | 7                                  |                                    |
| 1987                               | Groepsfase                         | 3                                  | 1                                  | 0                                  | 2                                  | 3                                  | 7                                  |                                    |
| totaal                             | 4/5                                | 18                                 | 4                                  | 5                                  | 9                                  | 15                                 | 26                                 |                                    |

### WAFU Nations Cup
| WAFU Nations Cup overzicht | WAFU Nations Cup overzicht | WAFU Nations Cup overzicht | WAFU Nations Cup overzicht | WAFU Nations Cup overzicht | WAFU Nations Cup overzicht | WAFU Nations Cup overzicht | WAFU Nations Cup overzicht | WAFU Nations Cup overzicht |
| Jaar                       | Ronde                      | Wed.                       | W                          | G                          | V                          | DV                         | DT                         |                            |
| -------------------------- | -------------------------- | -------------------------- | -------------------------- | -------------------------- | -------------------------- | -------------------------- | -------------------------- | -------------------------- |
| 2010                       | Vierde                     | 5                          | 2                          | 0                          | 3                          | 9                          | 8                          |                            |
| 2011                       | Geen deelname              | Geen deelname              | Geen deelname              | Geen deelname              | Geen deelname              | Geen deelname              | Geen deelname              | Geen deelname              |
| 2013                       | Groepsfase                 | 3                          | 1                          | 1                          | 1                          | 4                          | 4                          |                            |
| 2017                       | Eerste ronde               | 1                          | 0                          | 0                          | 1                          | 1                          | 2                          |                            |
| 2019                       | Kwartfinale                | 2                          | 0                          | 2                          | 0                          | 2                          | 2                          |                            |

## Huidige selectie
De volgende spelers werden opgeroepen voor de vriendschappelijke wedstrijden tegen  Tunesië en  Zimbabwe op 2 en 6 juni 2025.
Interlands en doelpunten bijgewerkt tot en met de vriendschappelijke uitwedstrijd tegen  Tunesië (2–0) op 2 juni 2025.
| №           | Naam                 | Wed. | Dlpnt. | Club              |
| ----------- | -------------------- | ---- | ------ | ----------------- |
| Doel        |                      |      |        |                   |
|             | Hervé Koffi          | 60   | 0      | RC Lens           |
|             | Kilian Nikièma       | 7    | 0      | ADO Den Haag      |
|             | Farid Ouédraogo      | 8    | 0      | AS Vita Club      |
|             | Ladji Brahima Sanou  | 0    | 0      | AS Sonabel        |
| Verdediging |                      |      |        |                   |
|             | Edmond Tapsoba       | 51   | 1      | Bayer Leverkussen |
|             | Nasser Djiga         | 8    | 1      | Wolves            |
|             | Adamo Nagalo         | 15   | 0      | PSV               |
|             | Ismaëlo Ganiou       | 0    | 0      | FC Annecy         |
|             | Issoufou Dayo        | 77   | 8      | RS Berkane        |
|             | Saïdou Simporé       | 15   | 1      | Bank El Ahly      |
|             | Arsène Kouassi       | 0    | 0      | AC Ajaccio        |
|             | Abdoul Ayinde        | 0    | 0      | KAA Gent          |
|             | Hassane R. Traoré    | 0    | 0      | USFA              |
|             | Issa Kaboré          | 45   | 2      | Werder Bremen     |
| Middenveld  |                      |      |        |                   |
|             | Mohamed Zougrana     | 2    | 0      | MC Alger          |
|             | Abdoul Yoda          | 0    | 0      | Milsami           |
|             | Cedric Badolo        | 22   | 0      | Spartak Trnava    |
|             | Stephane Aziz Ki     | 17   | 2      | Young Africans    |
|             | Josué Tiendrébéogo   | 2    | 0      | FC Annecy         |
|             | Raouf Memel Dao      | 0    | 0      | AS Sonabel        |
| Aanval      |                      |      |        |                   |
|             | Hassane Bandé        | 30   | 2      | HJK Helsinki      |
|             | Pierre Landry Kabore | 1    | 0      | JK Trans Narva    |
|             | Jack Diarra          | 0    | 0      | Salitas           |
|             | Bertrand Traoré      | 78   | 20     | Ajax              |
|             | Cyriaque Irié        | 0    | 0      | ESTAC Troyes      |
|             | Mohamed Konaté       | 28   | 6      | Al-Riyadh         |
|             | Ousseni Bouda        | 6    | 1      | SJ Earthquakes    |

## FIFA-wereldranglijst[1]
| 1993 | 1994 | 1995 | 1996 | 1997 | 1998 | 1999 | 2000 | 2001 | 2002 | 2003 | 2004 | 2005 | 2006 | 2007 | 2008 | 2009 | 2010 | 2011 | 2012 | 2013 | 2014 | 2015 | 2016 | 2017 | 2018 |
| ---- | ---- | ---- | ---- | ---- | ---- | ---- | ---- | ---- | ---- | ---- | ---- | ---- | ---- | ---- | ---- | ---- | ---- | ---- | ---- | ---- | ---- | ---- | ---- | ---- | ---- |
| 127  | 97   | 101  | 107  | 106  | 75   | 71   | 69   | 78   | 75   | 78   | 84   | 87   | 61   | 113  | 62   | 49   | 41   | 62   | 89   | 53   | 63   | 89   | 50   | 44   | 61   |

## Bekende (ex-)spelers
FBF · A-internationals · Olympisch elftal · Burkinees vrouwenelftal
1960 – 1969 · 
1970 – 1979 · 
1980 – 1989 · 
1990 – 1999 · 
2000 – 2009 · 
2010 – 2019 ·
2020 − 2029
Algerije ·
Angola ·
Bahrein ·
België ·
Benin ·
Botswana ·
Burundi ·
Centraal-Afrikaanse Republiek ·
Chili ·
Comoren ·
Congo-Brazzaville ·
Congo-Kinshasa ·
Djibouti ·
Egypte ·
Equatoriaal-Guinea ·
Ethiopië ·
Gabon ·
Gambia ·
Ghana ·
Guinee ·
Guinee-Bissau ·
Iran ·
Ivoorkust ·
Kaapverdië ·
Kameroen ·
Kazachstan ·
Kenia ·
Kosovo · 
Lesotho ·
Liberia ·
Libië ·
Madagaskar ·
Malawi ·
Mali ·
Marokko ·
Mauritanië ·
Mozambique ·
Namibië ·
Niger ·
Nigeria ·
Noord-Korea ·
Oeganda ·
Oezbekistan ·
Oman ·
Qatar ·
Senegal ·
Seychellen ·
Sierra Leone ·
Soedan ·
Swaziland ·
Tanzania ·
Togo ·
Tunesië ·
Zambia ·
Zimbabwe ·
Zuid-Afrika ·
Zuid-Korea ·
Zuid-Soedan
Nigeria (2013)